# Sphaerodactylus clenchi
Sphaerodactylus clenchi — вид геконоподібних ящірок родини Sphaerodactylidae. Ендемік Домініканської Республіки. Вид названий на честь американського малаколога Вільяма Джеймса Кленча.

## Підвиди
Виділяють два підвиди:
- Sphaerodactylus clenchi apocoptus Schwartz, 1983 — передгір'я Східного хребта[es] на півночі провінції Ла-Альтаграсія;
- Sphaerodactylus clenchi clenchi Shreve, 1968 — півострів Самана[en].

## Поширення і екологія
Sphaerodactylus clenchi мешкають на сході острова Гаїті. Вони живуть у вологих тропічних лісах, в мангрових лісах, в заростях кокколоби та на плантаціях. Зустрічаються на висоті до 305 м над рівнем моря. Живляться комахами і павуками, відкладають яйця.

## Збереження
МСОП класифікує стан збереження цього виду як близький до загрозливого. Sphaerodactylus clenchi загрожує знищення природного середовища. 